# Kleinzschachwitz
Kleinzschachwitz är en stadsdel i Dresden i Sachsen, Tyskland.
Stadsdelen ligger på andra sidan om Elbe från Pillnitz och är en av de bäst ansedda stadsdelarna i Dresden.